# The Cuphead Show
The Cuphead Show! este un serial de animație dezvoltat de Dave Wasson pentru Netflix, bazat pe personajele din jocul video din 2017 Cuphead de Studio MDHR. Chad și Jared Moldenhauer, creatorii jocului, servesc drept producători executivi alături de CJ Kettler și Wasson.
Serialul a fost lansat mondial pe 18 februarie 2022 cu primul sezon, apoi al doilea sezon a fost lansat pe 19 august 2022, iar al treilea sezon a fost lansat pe 18 noiembrie 2022.